# Bernardin Matam
Bernardin Ledoux Kingue Matam (Yaundé, Camerún, 20 de mayo de 1990) es un deportista francés que compite en halterofilia. Su hermano Samson también compitió en halterofilia.
Ganó una medalla de bronce en el Campeonato Mundial de Halterofilia de 2017 y cinco medallas en el Campeonato Europeo de Halterofilia entre los años 2012 y 2019.
Participó en dos Juegos Olímpicos de Verano, en los años 2012 y 2016, ocupando el séptimo lugar en Río de Janeiro 2016, en la categoría de 69 kg.

## Palmarés internacional
| Campeonato Mundial | Campeonato Mundial       | Campeonato Mundial | Campeonato Mundial |
| Año                | Lugar                    | Medalla            | Categoría          |
| ------------------ | ------------------------ | ------------------ | ------------------ |
| 2017               | Anaheim (Estados Unidos) | Medalla de bronce  | 69 kg              |
| Campeonato Europeo |                          |                    |                    |
| Año                | Lugar                    | Medalla            | Categoría          |
| 2012               | Antalya (Turquía)        | Medalla de bronce  | 69 kg              |
| 2013               | Tirana (Albania)         | Medalla de bronce  | 69 kg              |
| 2016               | Førde (Noruega)          | Medalla de bronce  | 69 kg              |
| 2017               | Split (Croacia)          | Medalla de oro     | 69 kg              |
| 2019               | Batumi (Georgia)         | Medalla de oro     | 67 kg              |